# Agkend (Zangilan)
Agkend est un village de la région de Zangilan en Azerbaïdjan.

## Histoire
En 1993-2020, Agkend était sous le contrôle des forces armées arméniennes. Le 22 octobre 2020, le village d'Agkend a été restitué sous le contrôle de l'Azerbaïdjan.